# Viersat
Viersat est une commune française située dans le département de la Creuse en région Nouvelle-Aquitaine.

## Géographie

### Généralités

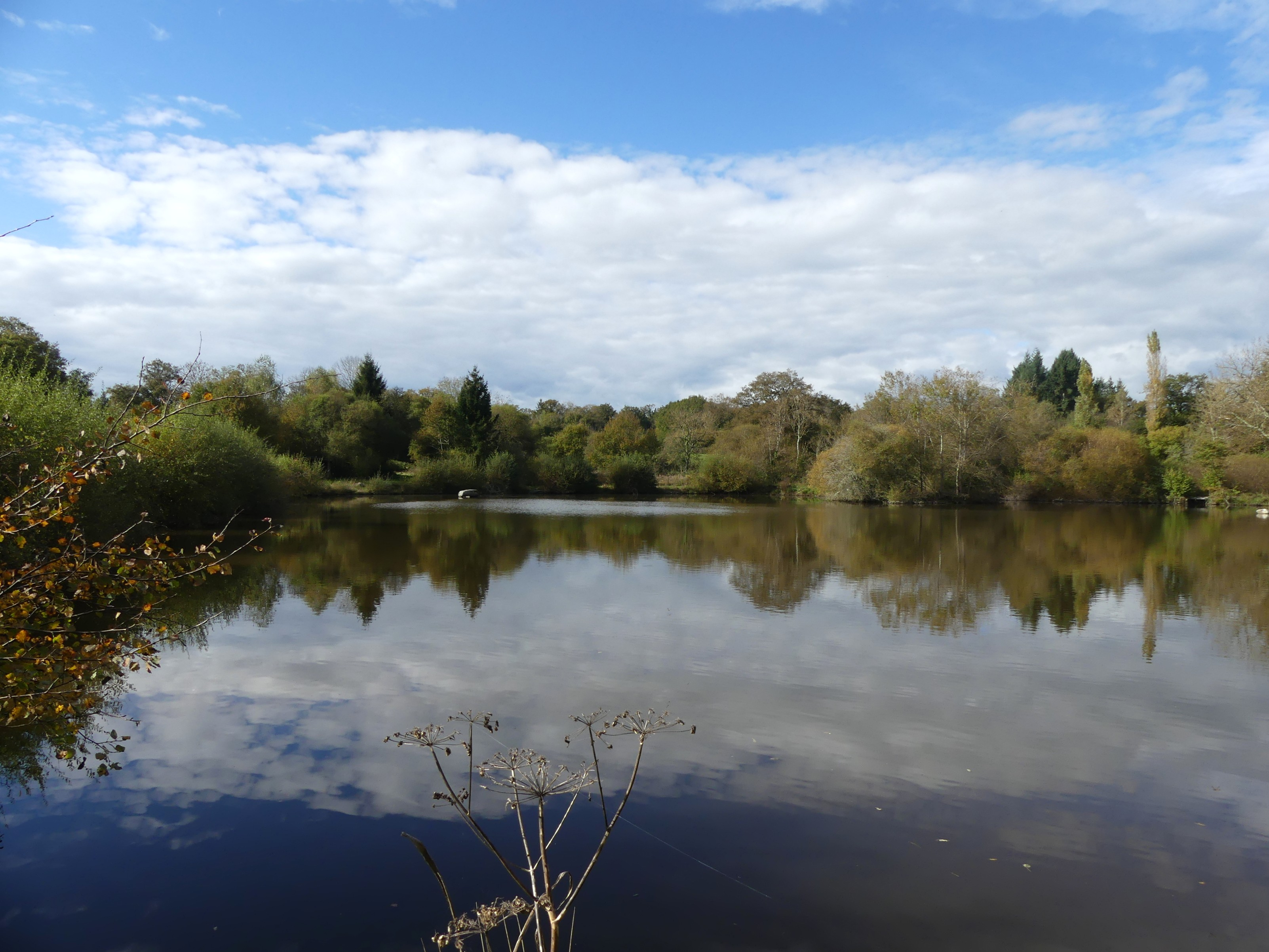
L'étang juste en aval de l'étang Chauvet.

Dans le quart nord-est du département de la Creuse et limitrophe de celui de l'Allier, la commune rurale de Viersat s'étend sur 29,09 km2. Elle est arrosée par le Pont Léonard, ou ruisseau du Pont Léonard, qui naît en sortie de l'étang Chauvet, un petit affluent du Cher. Elle fait partie de l'aire d'attraction de Montluçon.
L'altitude minimale avec 369 mètres se trouve localisée à l'extrême est, en sortie de l'étang Neuf, là où le Pont Léonard quitte le territoire communal et entre sur celui de Teillet-Argenty, dans l'Allier. L'altitude maximale avec 494 mètres est située à l'extrême nord, là où la route départementale (RD) 41 s'arrête, prolongée dans l'Allier par la RD 150, sur la commune de Lamaids.
À l'intersection des RD 14, 41 et 64, le petit bourg de Viersat est situé, en distances orthodromiques, 16 kilomètres au sud-ouest de Montluçon.

### Communes limitrophes
Viersat est limitrophe de sept autres communes, dont trois dans le département de l'Allier.
| Nouhant | Lamaids (Allier)    | Quinssaines (Allier)     |
|         | Viersat             | Teillet-Argenty (Allier) |
| Lépaud  | Chambon-sur-Voueize | Budelière                |

### Climat
Pour des articles plus généraux, voir Climat de la Nouvelle-Aquitaine et Climat de la Creuse.
Historiquement, la commune est exposée à un climat montagnard.  
En 2020, Météo-France publie une typologie des climats de la France métropolitaine dans laquelle la commune est exposée à un climat de montagne et est dans la région climatique  Ouest et nord-ouest du Massif Central, caractérisée par une pluviométrie annuelle de 900 à 1 500 mm, maximale en automne et en hiver.
Pour la période 1971-2000, la température annuelle moyenne est de 10,4 °C, avec une amplitude thermique annuelle de 15,2 °C. Le cumul annuel moyen de précipitations est de 862 mm, avec 11,4 jours de précipitations en janvier et 7,4 jours en juillet. Pour la période 1991-2020, la température moyenne annuelle observée sur la station météorologique la plus proche, située sur la commune de Boussac à 19 km à vol d'oiseau, est de 11,0 °C et le cumul annuel moyen de précipitations est de 896,4 mm,. Pour l'avenir, les paramètres climatiques de la commune estimés pour 2050 selon différents scénarios d'émission de gaz à effet de serre sont consultables sur un site dédié publié par Météo-France en novembre 2022.

## Urbanisme

### Typologie
Au 1er janvier 2024, Viersat est catégorisée commune rurale à habitat très dispersé, selon la nouvelle grille communale de densité à 7 niveaux définie par l'Insee en 2022.
Elle est située hors unité urbaine. Par ailleurs la commune fait partie de l'aire d'attraction de Montluçon, dont elle est une commune de la couronne,. Cette aire, qui regroupe 58 communes, est catégorisée dans les aires de 50 000 à moins de 200 000 habitants,.

### Occupation des sols
L'occupation des sols de la commune, telle qu'elle ressort de la base de données européenne d’occupation biophysique des sols Corine Land Cover (CLC), est marquée par l'importance des territoires agricoles (92,2 % en 2018), une proportion identique à celle de 1990 (92,2 %). La répartition détaillée en 2018 est la suivante : 
prairies (50,8 %), zones agricoles hétérogènes (30,2 %), terres arables (11,2 %), forêts (6,9 %), zones urbanisées (0,9 %). L'évolution de l’occupation des sols de la commune et de ses infrastructures peut être observée sur les différentes représentations cartographiques du territoire : la carte de Cassini (XVIIIe siècle), la carte d'état-major (1820-1866) et les cartes ou photos aériennes de l'IGN pour la période actuelle (1950 à aujourd'hui).

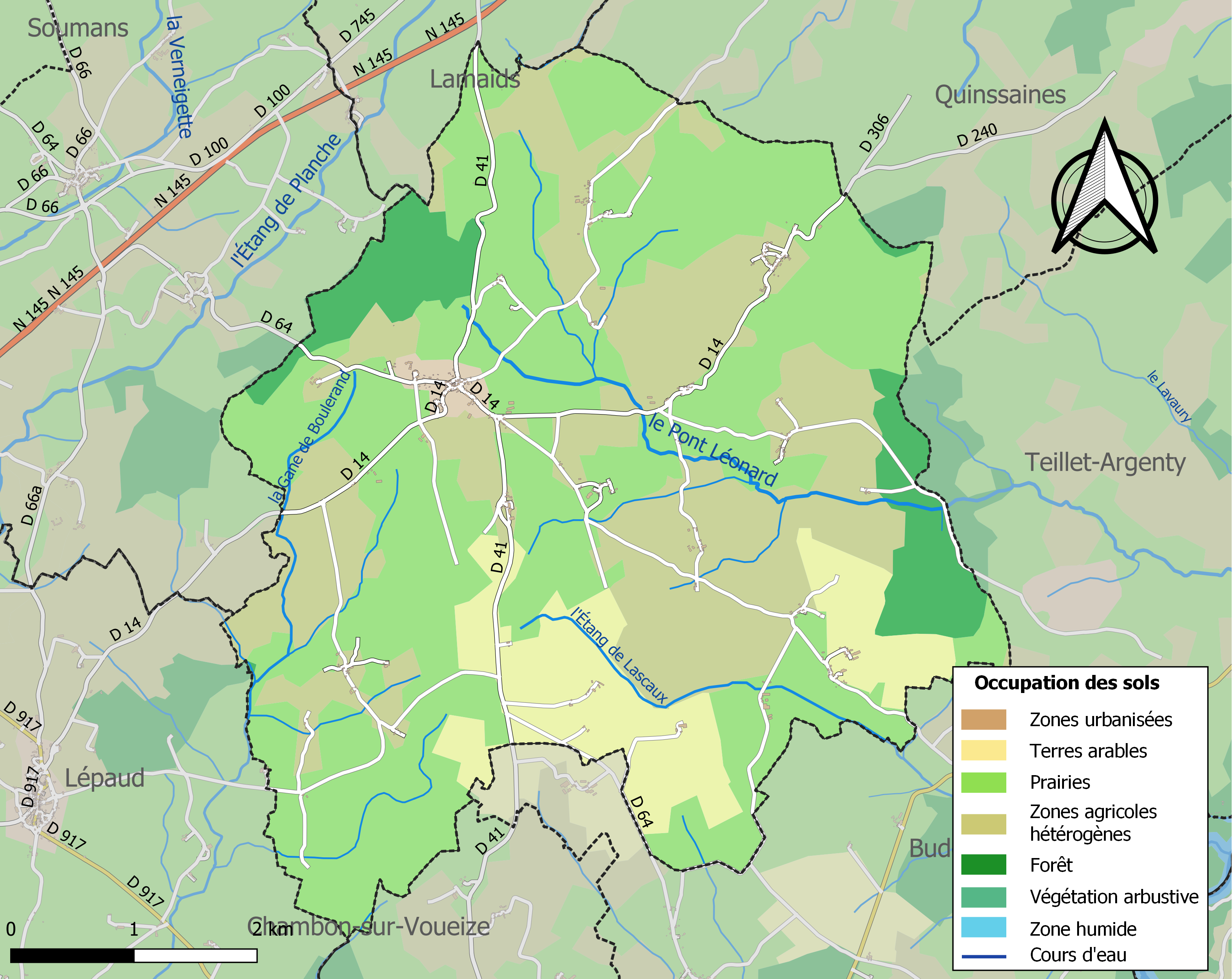
Carte des infrastructures et de l'occupation des sols de la commune en 2018 (CLC).

### Villages, hameaux et lieux-dits
Outre le petit bourg de Viersat proprement dit, le territoire communal se compose de villages ou de hameaux, ainsi que de lieux-dits :
- l'Âge Bardon
- l'Age Soussac
- Du Aouyat
- Basroucheix
- Basse Combraille
- Baubelle
- le Bois
- Bois de l'Age
- Bois du Château
- le Bois de Fayolle
- Bois de Neuville
- le Bois du Sous
- Bois de Viersat
- les Bondes
- la Brande du Puy Bardin
- les Brandes
- les Brandes[Note 2]
- les Brunettes
- le Cassou
- les Champs
- le Charaud
- la Châtaignière
- Châtel Guyon
- Chaume Brandy
- Chez de Montliard
- les Clidières
- les Combes
- Combraille
- le Communal des Vallières
- les Côtes
- la Croix du Donnerau
- le Deveix
- Dubois
- Étang Chauvet
- Étang de Gandouly
- l'Étang de Modard
- l'Étang de Montliard
- Étang des Villars
- le Fau
- les Forges
- la Gagnerie
- Gandouly
- Des Ganons
- les Gaudes
- le Genêt
- la Grande Bourderie
- la Grande Couture
- la Grande Pièce
- le Grenadier
- Lascaux
- Leyrat
- la Maison Rouge
- le Monteil
- Montliard
- les Moulardeaux
- le Paillloux
- le Pâtural du Bois
- le Pâtural Sapin
- les Pâturaux
- Peilleraud
- la Perche
- la Pièce du Loup
- la Planche
- la Porte
- la Potence
- les Potences
- le Puy Bardin
- le Puy Japin
- Puymantier
- Sérezat
- la Tuilerie
- Vallières.

### Risques majeurs
Le territoire de la commune de Viersat est vulnérable à différents aléas naturels : météorologiques (tempête, orage, neige, grand froid, canicule ou sécheresse) et séisme (sismicité faible). Il est également exposé à un risque particulier : le risque de radon. Un site publié par le BRGM permet d'évaluer simplement et rapidement les risques d'un bien localisé soit par son adresse soit par le numéro de sa parcelle.

#### Risques naturels

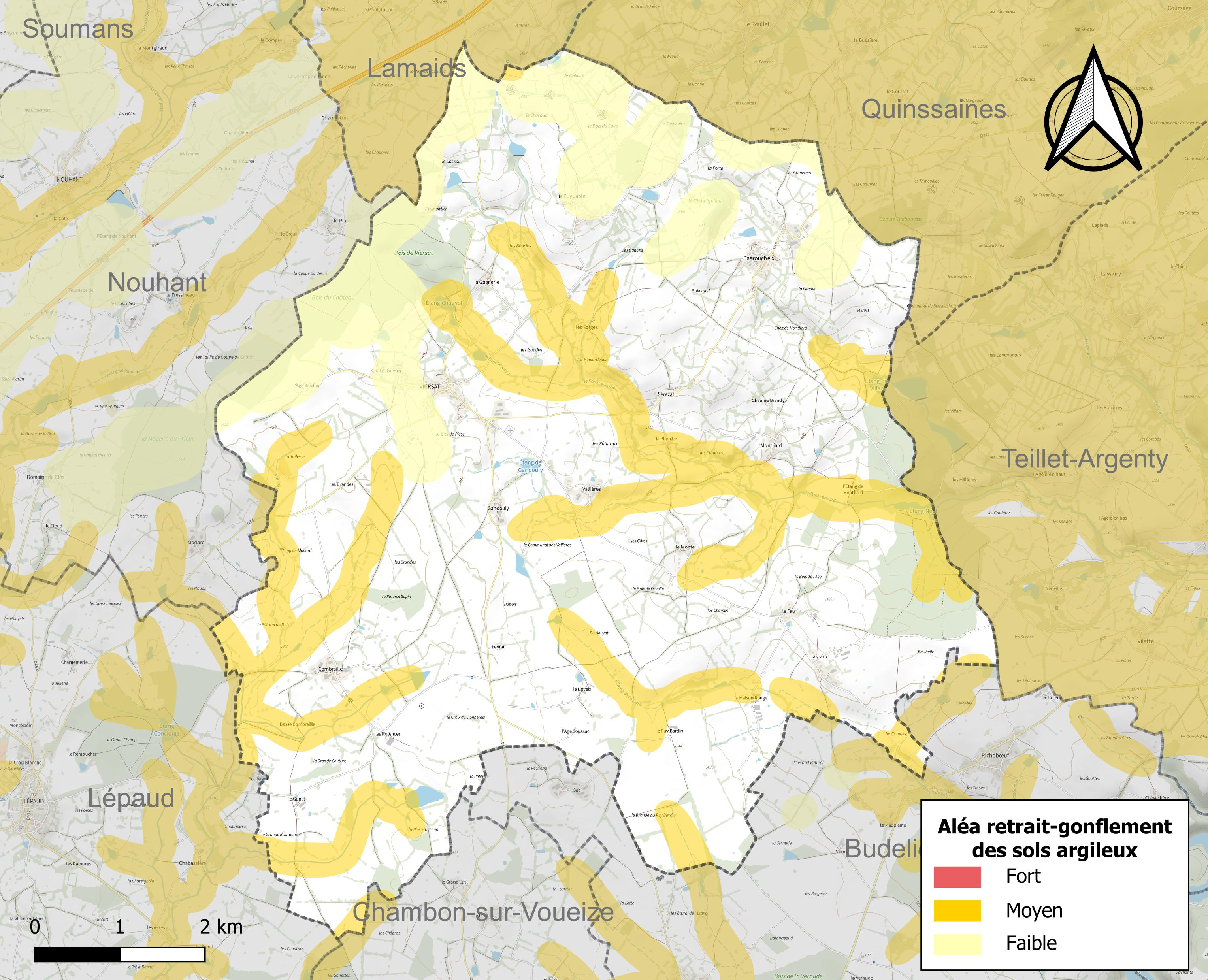
Carte des zones d'aléa retrait-gonflement des sols argileux de Viersat.

Le retrait-gonflement des sols argileux est susceptible d'engendrer des dommages importants aux bâtiments en cas d’alternance de périodes de sécheresse et de pluie. 22 % de la superficie communale est en aléa moyen ou fort (33,6 % au niveau départemental et 48,5 % au niveau national). Sur les 198 bâtiments dénombrés sur la commune en 2019,  15 sont en aléa moyen ou fort, soit 8 %, à comparer aux 25 % au niveau départemental et 54 % au niveau national. Une cartographie de l'exposition du territoire national au retrait gonflement des sols argileux est disponible sur le site du BRGM,.
Par ailleurs, afin de mieux appréhender le risque d’affaissement de terrain, l'inventaire national des cavités souterraines permet de localiser celles situées sur la commune.
La commune a été reconnue en état de catastrophe naturelle au titre des dommages causés par les inondations et coulées de boue survenues en 1982 et 1999. Concernant les mouvements de terrains, la commune a été reconnue en état de catastrophe naturelle au titre des dommages causés par des mouvements de terrain en 1999.

#### Risque particulier
Dans plusieurs parties du territoire national, le radon, accumulé dans certains logements ou autres locaux, peut constituer une source significative d’exposition de la population aux rayonnements ionisants. Certaines communes du département sont concernées par le risque radon à un niveau plus ou moins élevé. Selon la classification de 2018, la commune de Viersat est classée en zone 3, à savoir zone à potentiel radon significatif.

## Toponymie
Selon Albert Dauzat et Charles Rostaing, le nom de la commune proviendrait du nom d'un personnage gallo-romain Viricius ou Vericius suivi du suffixe -acum correspondant au « domaine de Viricius ou Vericius ».

## Histoire
Viersat est une commune créée à la Révolution. En 1834, elle absorbe la commune de Combraille.

## Politique et administration

### Liste des maires

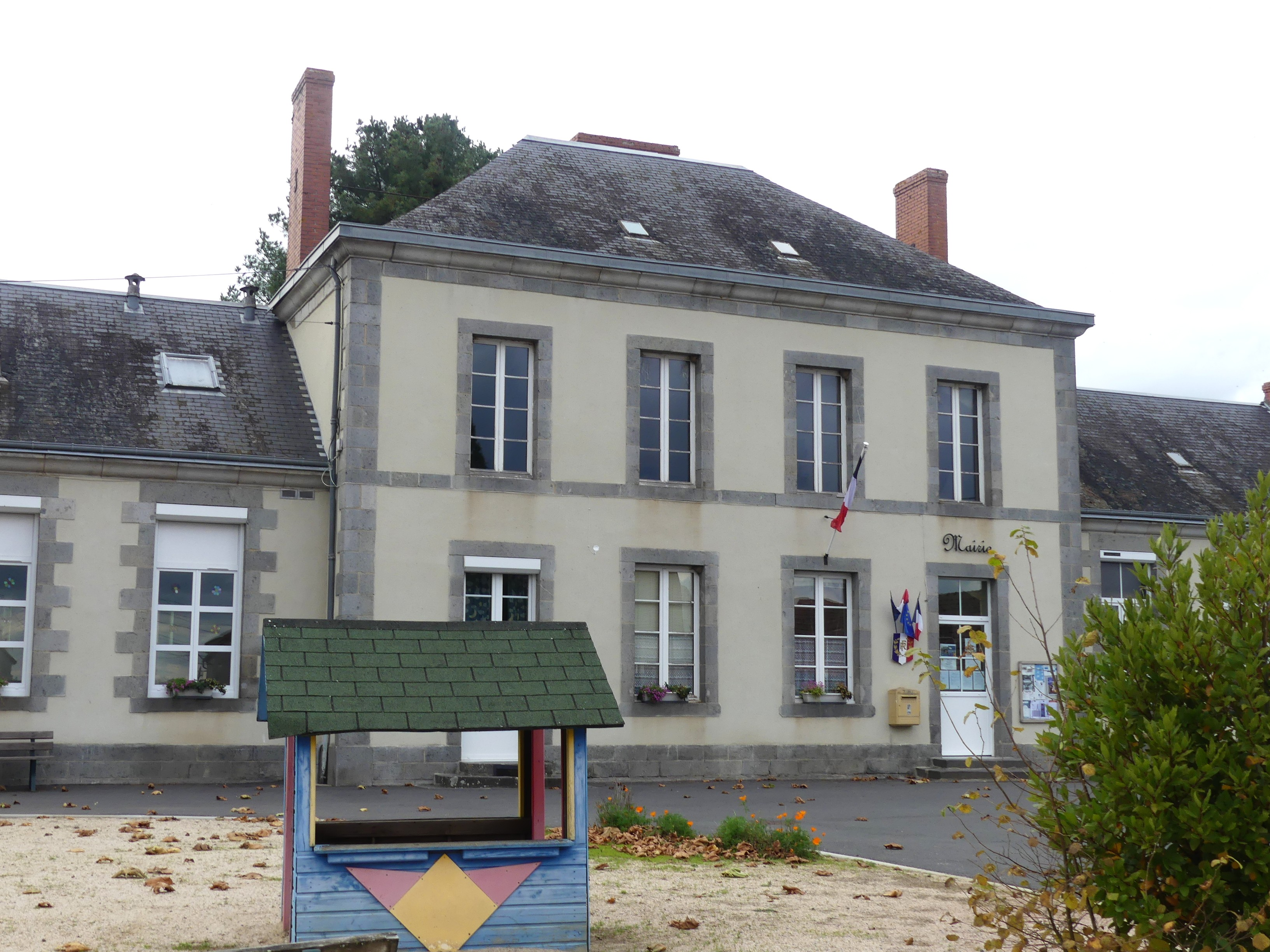
La mairie en 2024.

| Période                                  | Période    | Identité          | Étiquette | Qualité  |
| ---------------------------------------- | ---------- | ----------------- | --------- | -------- |
| Les données manquantes sont à compléter. |            |                   |           |          |
|                                          |            |                   |           |          |
| mars 2001                                | mars 2008  | Thérèse Pelletier |           |          |
| mars 2008                                | avril 2014 | Jean Debellut     |           |          |
| avril 2014                               | En cours   | Nadine Glomeaud   | SE        | Employée |

## Équipements et services publics

### Enseignement
En 2024, la commune dispose d'une école maternelle publique.

### Justice
En 2024, dans le domaine judiciaire, Viersat relève : 
- du tribunal judiciaire, du tribunal pour enfants, du conseil de prud'hommes et du tribunal de commerce de Guéret ;
- du pôle Nationalité du tribunal judiciaire de Guéret (compétent uniquement dans le domaine de la nationalité) ;
- de la cour d'appel et du tribunal administratif de Limoges ;
- de la cour administrative d'appel de Bordeaux.

## Démographie
L'évolution du nombre d'habitants est connue à travers les recensements de la population effectués dans la commune depuis 1793. Pour les communes de moins de 10 000 habitants, une enquête de recensement portant sur toute la population est réalisée tous les cinq ans, les populations de référence des années intermédiaires étant quant à elles estimées par interpolation ou extrapolation. Pour la commune, le premier recensement exhaustif entrant dans le cadre du nouveau dispositif a été réalisé en 2005.

En 2022, la commune comptait 281 habitants, en évolution de −7,87 % par rapport à 2016 (Creuse : −3,32 %, France hors Mayotte : +2,11 %).
| 1793 | 1800 | 1806 | 1821 | 1831 | 1836 | 1841 | 1846 | 1851 |
| ---- | ---- | ---- | ---- | ---- | ---- | ---- | ---- | ---- |
| 502  | 452  | 482  | 538  | 570  | 700  | 698  | 676  | 740  |

| 1856 | 1861 | 1866 | 1872 | 1876 | 1881 | 1886 | 1891 | 1896 |
| ---- | ---- | ---- | ---- | ---- | ---- | ---- | ---- | ---- |
| 643  | 630  | 639  | 633  | 623  | 634  | 663  | 633  | 670  |

| 1901 | 1906 | 1911 | 1921 | 1926 | 1931 | 1936 | 1946 | 1954 |
| ---- | ---- | ---- | ---- | ---- | ---- | ---- | ---- | ---- |
| 689  | 702  | 724  | 647  | 633  | 612  | 580  | 530  | 467  |

| 1962 | 1968 | 1975 | 1982 | 1990 | 1999 | 2005 | 2006 | 2010 |
| ---- | ---- | ---- | ---- | ---- | ---- | ---- | ---- | ---- |
| 446  | 464  | 396  | 343  | 378  | 348  | 346  | 342  | 311  |

| 2015 | 2020 | 2022 | - | - | - | - | - | - |
| ---- | ---- | ---- | - | - | - | - | - | - |
| 302  | 280  | 281  | - | - | - | - | - | - |

## Culture locale et patrimoine

### Lieux et monuments
- Château de Châtel Guyon[Carte 4], ou Châtelguyon, dont le domaine accueille une clinique psychiatrique[25].
- Église Saint-Sulpice-et-Saint-Blaise de Viersat.

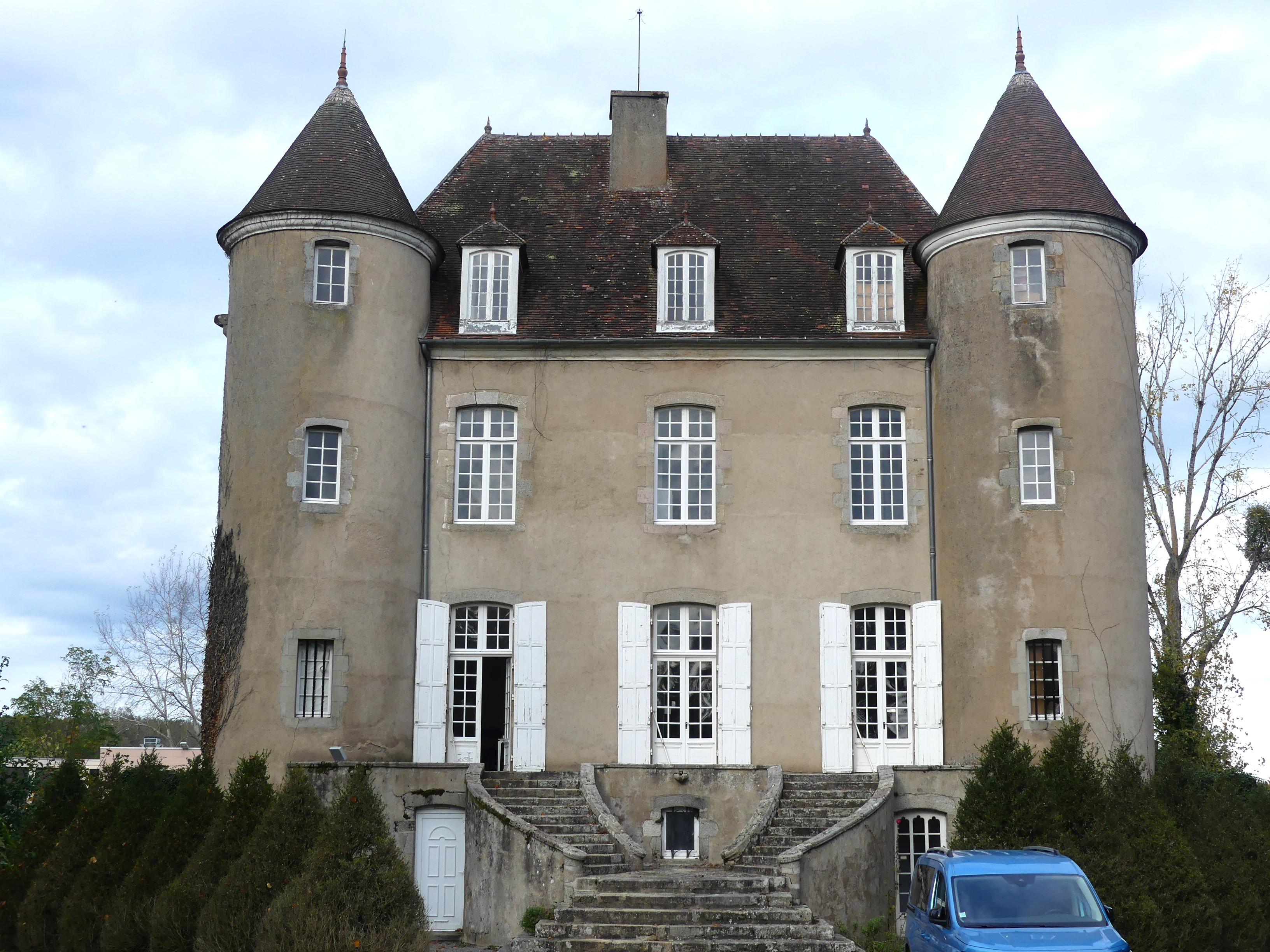
Le château de Châtel Guyon.
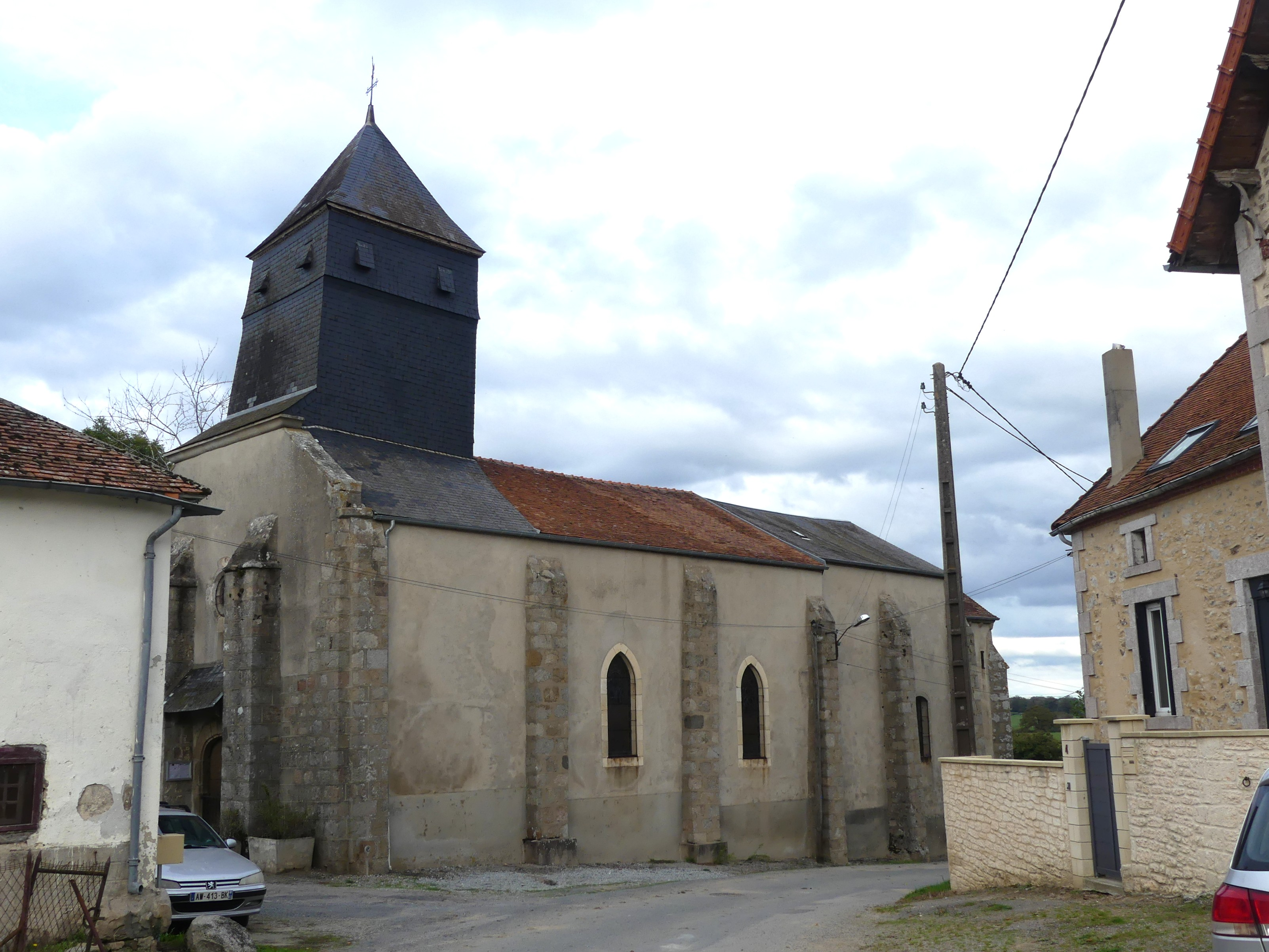
L'église Saint-Sulpice-et-Saint-Blaise.
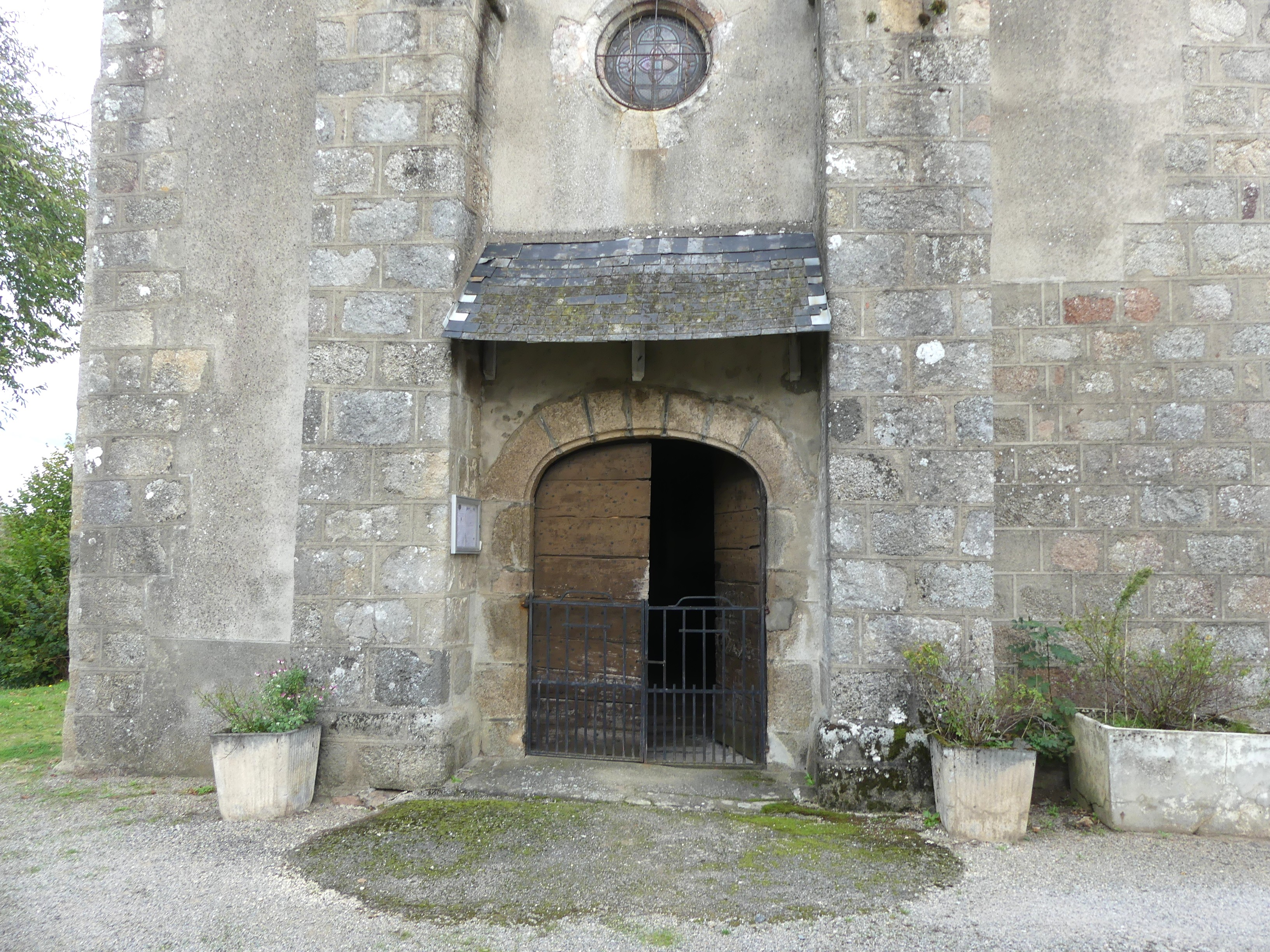
Son portail.
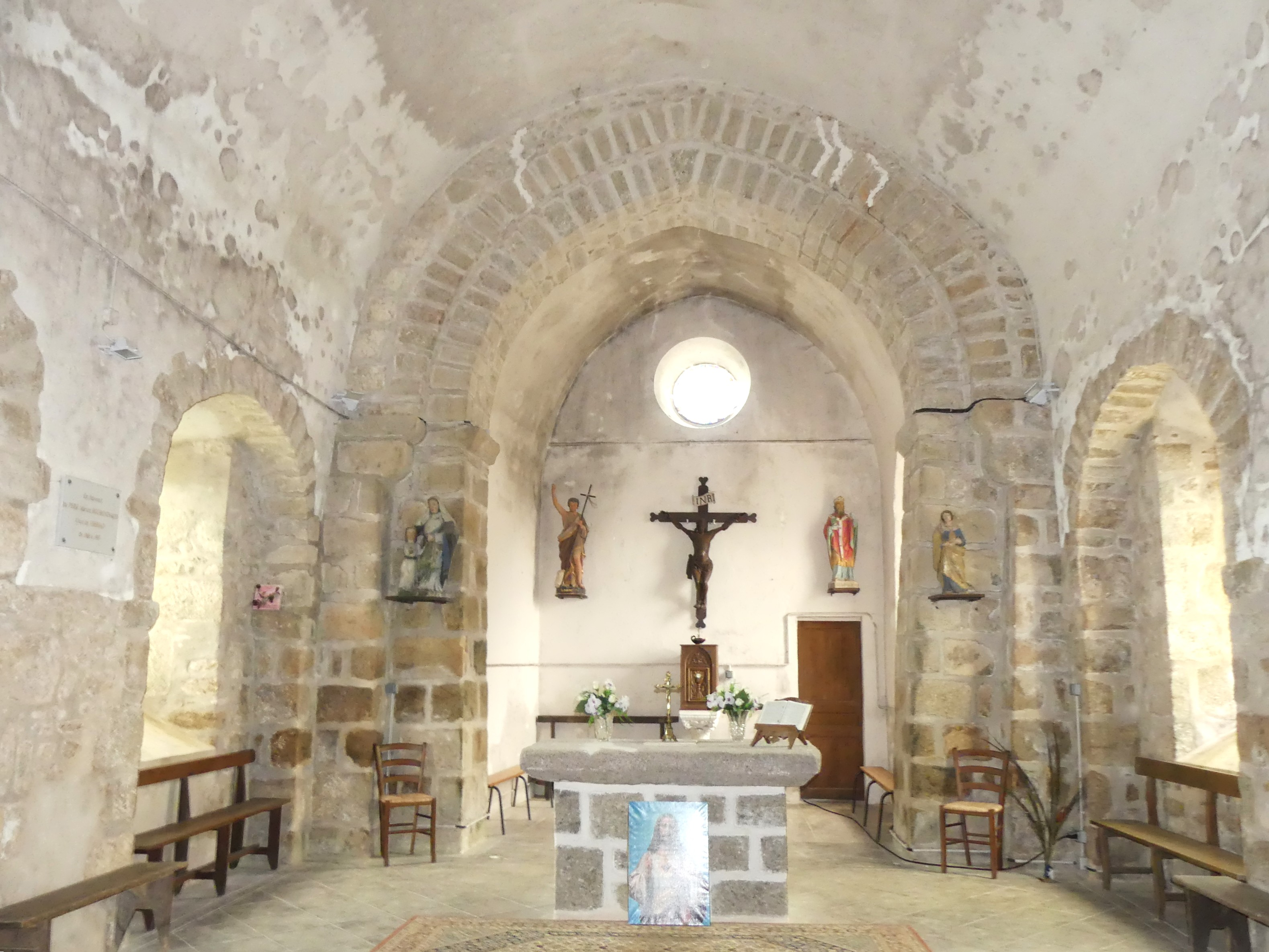
Son chœur.
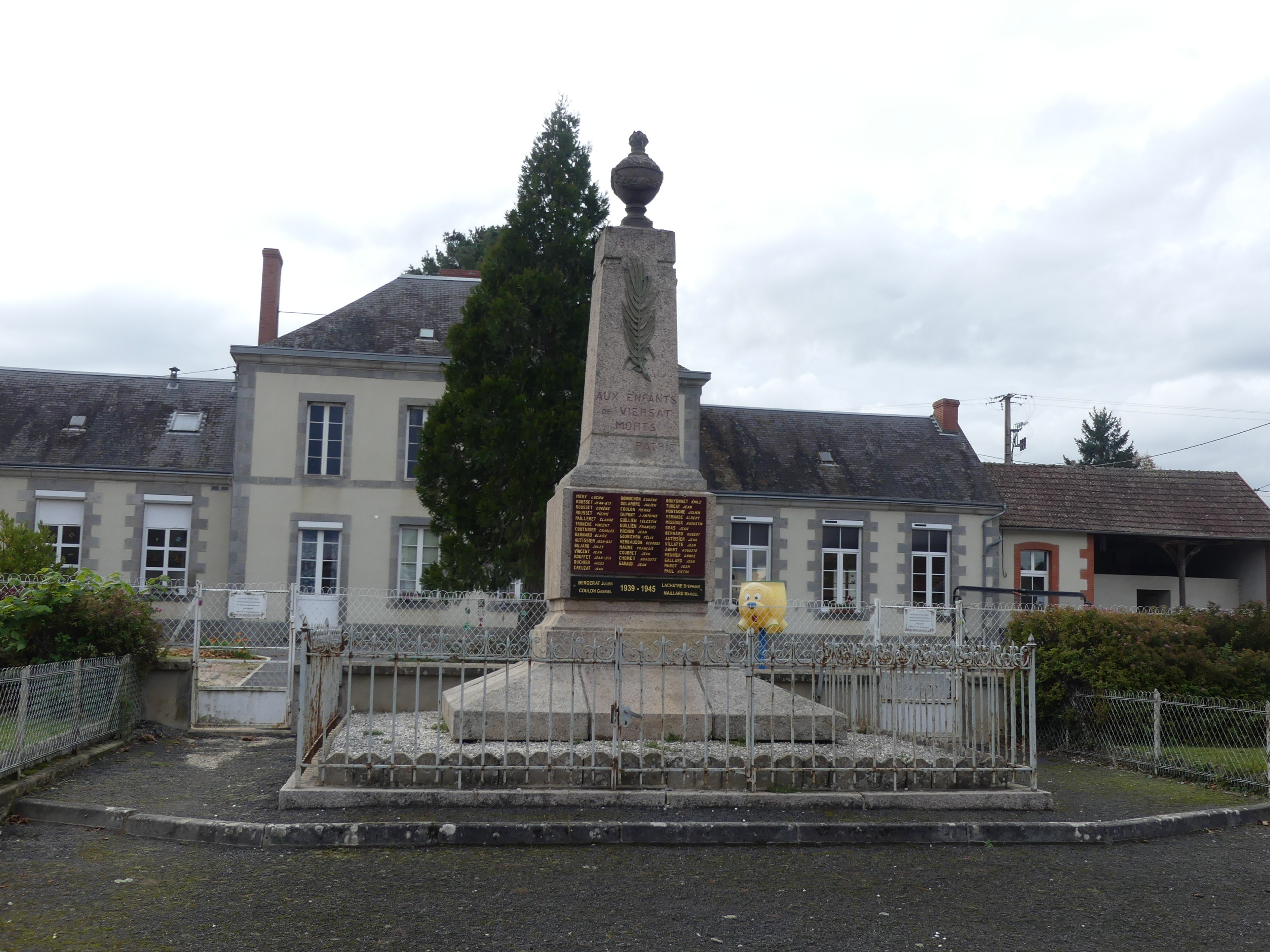
Le monument aux morts.

### Personnalités liées à la commune
- Jean-François Barailon (1743-1816), député pendant la période de la Révolution et archéologue contesté, est né à Viersat.

### Héraldique
Pour un article plus général, voir Armorial des communes de la Creuse.
| Blason de Viersat | Blason  | D'or à six fusées de sable posées en barre et accolées en bande, accompagnées de deux étuis de crosse de gueules. |
| Blason de Viersat | Détails | Le statut officiel du blason reste à déterminer.                                                                  |